# Tupou VI.
Tupou VI. (puno ime: ʻAhoʻeitu ʻUnuakiʻotonga Tukuʻaho) (12. srpnja 1959.), trenutačni kralj Kraljevine Tonge. 
Stariji je brat te nasljednik kralja Georgea Tupoua V., iz dinastije Tu'i Tonga. Brat ga je službeno potvrdio prijestolonasljednikom 27. rujna 2006., s obzirom na to da nije imao vlastite djece. Od 2000. do 2006. obnašao je dužnost premijera Tonge, kada je iznenada dao ostavku, iz nejasnih razloga. Služio je i kao visoki povjerenik Kraljevine Tonge u Australiji, da bi nakon smrti brata 18. ožujka 2012. postao kraljem.
Tupou VI. je najmlađi sin kralja Tāufaʻāhau Tupou IV. Oženjen je kćerkom visokog poglavice Vaea, koji je tijekom 1990-ih bio premijer Tonge. Kraljevski par imaju troje djece.